# カリネタ・ディアルディ
カリネタ・ディアルディ（学名 Carineta diardi）は、カメムシ目（半翅目）・ヨコバイ亜目（同翅亜目）・セミ科に分類されるセミの一種。草食性のセミであり、主に南アメリカのアルゼンチン、パラグアイ、ブラジルに生息している。